# Krups

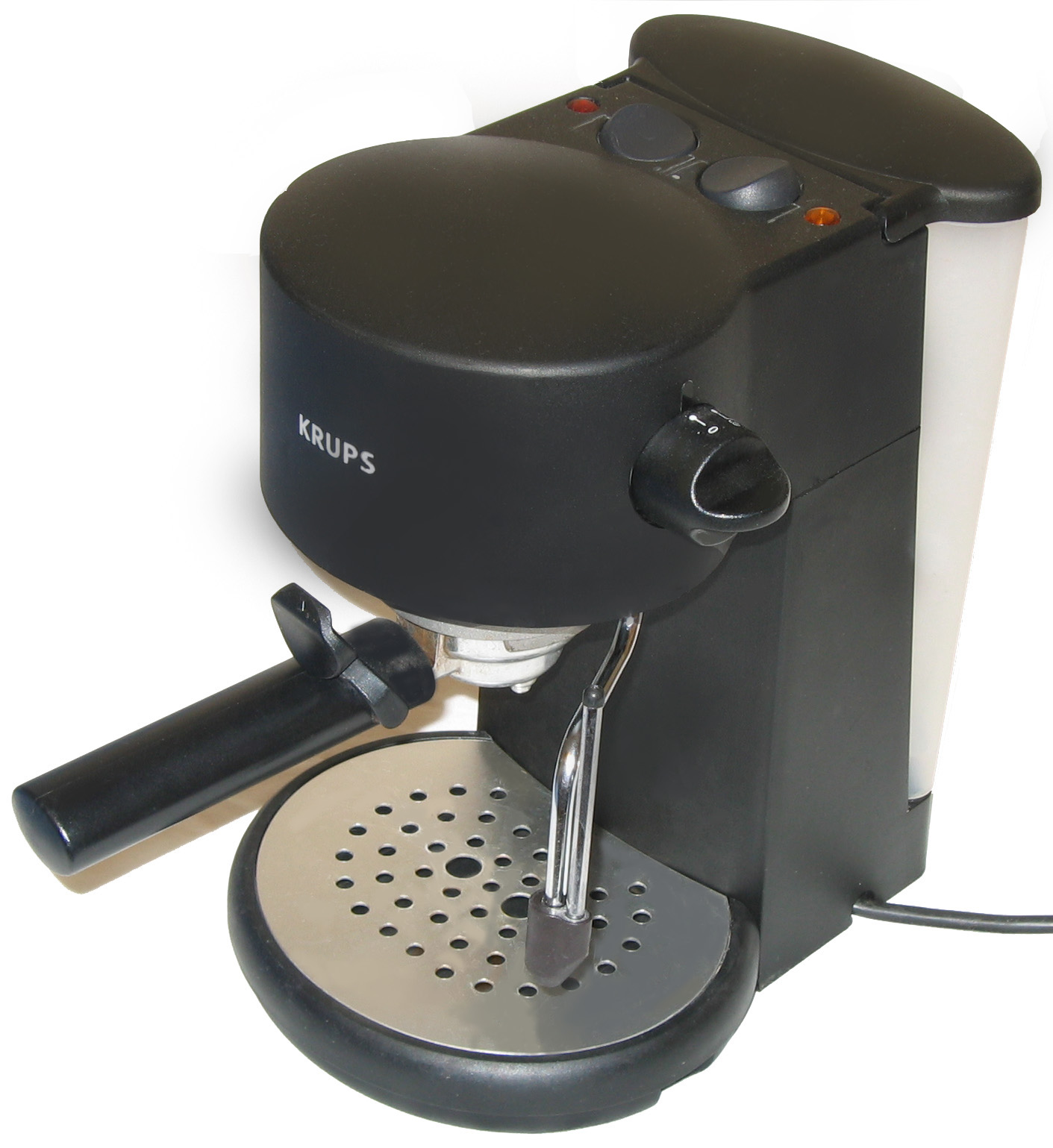

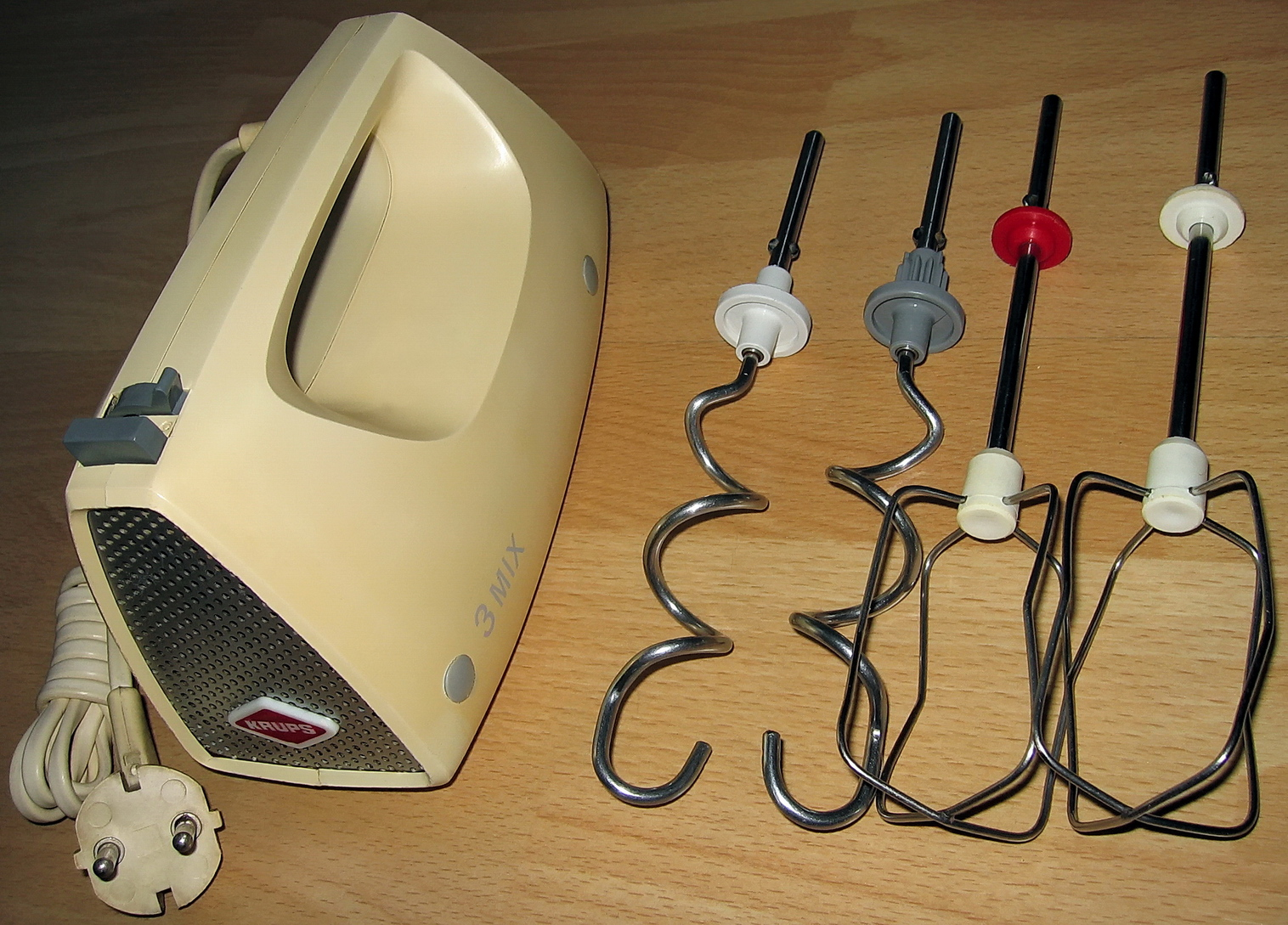
Krups 3Mix Type 321

Krups är märke för hushållsprodukter som ingår i Groupe SEB. Krups är bland annat känt för sina kaffemaskiner.

## Historia
Företaget grundades 1846 av Robert Krups när han övertog en smedja i det som idag är stadsdelen Wald i Solingen. Företaget tillverkade då hushållsvågar. 1956 började man tillverka kaffebryggare och kaffemaskiner, brödrostar m.m. Företaget är känt för sina mixapparater med 3Mix som kom ut på marknaden 1959. Bolaget expanderade och 1964 hade Krups fyra fabriker i Solingen och en i Limerick på Irland.
1983 började Krups tillverka espressomaskiner och kaffemaskiner. Under 2000-talet har man valt att nischa sig mot mer exklusiva produkter jämfört med tidigare. På flera marknader tillverkar man espressomaskiner för Nespresso som också är märkta med krups logotyp. I de skandinaviska länderna säljs produkterna dock utan Krups-märkningen.
Krups togs över av franska Moulinex 1991. När Moulinex gick i konkurs 2001 tog Groupe SEB över som ägare. Krups-produkter tillverkas i Solingen och Offenbach och säljs företrädesvis i Europa och Nordamerika.